# Svetovno prvenstvo v biatlonu 2005
Svetovno prvenstvo v biatlonu 2005 je triinštirideseto svetovno prvenstvo v biatlonu, ki je potekalo med 4. in 13. marcem 2005 v Hochfilznu, Avstrija, in Hanti-Mansijsku, Rusija, v petih disciplinah za moške in ženske ter mešani štafeti. Slednja je potekala v Hanti-Mansijsku in je bila prvič del svetovnih prvenstev.

## Dobitniki medalj

### Moški
| Disciplina | Zlato                                                                              | Zlato     | Srebro                                                                      | Srebro    | Bron                                                                                   | Bron      |
| 10 km      | Ole Einar Bjørndalen                                                               | 24:37,5   | Sven Fischer                                                                | 24:48,0   | Ilmārs Bricis                                                                          | 25:01,5   |
| 12,5 km    | Ole Einar Bjørndalen                                                               | 36:41,4   | Sergej Čepikov                                                              | 37:20,6   | Sven Fischer                                                                           | 37:42,1   |
| 15 km      | Ole Einar Bjørndalen                                                               | 40:51,9   | Sven Fischer                                                                | 41:02,9   | Raphaël Poirée                                                                         | 41:12,5   |
| 20 km      | Roman Dostál                                                                       | 1:00:24,5 | Michael Greis                                                               | 1:00:33,9 | Ricco Groß                                                                             | 1:00:51,4 |
| 4 x 7,5 km | Norveška · Halvard Hanevold · Stian Eckhoff · Egil Gjelland · Ole Einar Bjørndalen | 1:21:59,2 | Rusija · Sergej Rožkov · Nikolaj Kruglov · Pavel Rostovcev · Sergej Čepikov | 1:22:25,2 | Avstrija · Daniel Mesotitsch · Friedrich Pinter · Wolfgang Rottmann · Christoph Sumann | 1:22:42,5 |

### Ženske
| Disciplina | Zlato                                                                           | Zlato     | Srebro                                                            | Srebro    | Bron                                                                                 | Bron      |
| 7,5 km     | Uschi Disl                                                                      | 21:58,6   | Olga Zajceva                                                      | 22:04,1   | Olena Zubrilova                                                                      | 22:25,2   |
| 10 km      | Uschi Disl                                                                      | 33:32,5   | Liu Šiandžing                                                     | 33:50,4   | Olga Zajceva                                                                         | 34:13,1   |
| 12,5 km    | Gro Marit Istad-Kristiansen                                                     | 41:40,3   | Anna Carin Olofsson                                               | 41:44,0   | Olga Piljova                                                                         | 41:48,7   |
| 15 km      | Andrea Henkel                                                                   | 52,37,5   | Sun Ribo                                                          | 53,07,7   | Linda Tjørhom                                                                        | 53,11,9   |
| 4 x 6 km   | Rusija · Olga Piljova · Svetlana Išmuratova · Ana Bogali-Titovec · Olga Zajceva | 1:13:44,4 | Nemčija · Uschi Disl · Katrin Apel · Andrea Henkel · Kati Wilhelm | 1:14:25,8 | Belorusija · Jekaterina Ivanova · Volha Nasarava · Ljudmila Ananka · Olena Zubrilava | 1:14:37,6 |

### Mešano
| Disciplina | Zlato                                                                          | Zlato     | Srebro                                                                        | Srebro    | Bron                                                               | Bron      |
| 4 x 6 km   | Rusija 1 · Olga Piljova · Svetlana Išmuratova · Ivan Čeresov · Nikolaj Kruglov | 1:13:24,1 | Rusija 2 · Ana Bogali-Titovec · Olga Zajceva · Sergej Čepikov · Sergej Rožkov | 1:13:31,4 | Nemčija 1 · Uschi Disl · Kati Wilhelm · Michael Greis · Ricco Groß | 1:13:58,3 |

## Medalje po državah
| Poz | Država     | Zlato | Srebro | Bron | Skupaj |
| 1   | Norveška   | 5     | 0      | 1    | 6      |
| 2   | Nemčija    | 3     | 4      | 3    | 10     |
| 3   | Rusija     | 2     | 4      | 2    | 8      |
| 4   | Češka      | 1     | 0      | 0    | 1      |
| 5   | Kitajska   | 0     | 2      | 0    | 2      |
| 6   | Švedska    | 0     | 1      | 0    | 1      |
| 7   | Belorusija | 0     | 0      | 2    | 2      |
| 8   | Avstrija   | 0     | 0      | 1    | 1      |
| 8   | Francija   | 0     | 0      | 1    | 1      |
| 8   | Latvija    | 0     | 0      | 1    | 1      |